# Мату-Верди
Мату-Верди (порт. Mato Verde) — муниципалитет в Бразилии, входит в штат Минас-Жерайс. Составная часть мезорегиона Север штата Минас-Жерайс. Входит в экономико-статистический микрорегион Жанауба. Население составляет 12 664 человека на 2007 год. Занимает площадь 474,446 км². Плотность населения — 26,2 чел./км².
Праздник города — 12 декабря.

## История
Город основан 12 декабря 1953 года. 

## Статистика
- Валовой внутренний продукт на 2003 год составляет 30 754 010,00 реалов (данные: Бразильский институт географии и статистики).
- Валовой внутренний продукт на душу населения на 2003 год составляет 2404,72 реалов (данные: Бразильский институт географии и статистики).
- Индекс развития человеческого потенциала на 2000 год составляет 0,669 (данные: Программа развития ООН).

## География

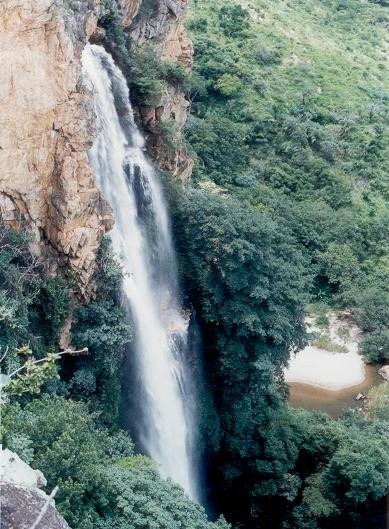